# NK Croatia Turanj
NK Croatia je nogometni klub iz Turnja.
Trenutačno se natječe u 2. ŽNL Zadarskoj.